# كلية البترجي الطبية للعلوم والتكنولوجيا
كلية البترجي الطبية للعلوم والتكنولوجيا وأسمها بالانجليزي BMC اختصار Batterjee Medical College هي كلية سعودية (بنين وبنات) مجالها يختص في العلوم الصحية، تقع في شمال مدينة جدة (ابحرالشمالية)، وضع حجر الاساس لكلية البترجي للعلوم الطبية والتكنولوجيا في عام 2003م بحضور الأمير مشعل بن عبدالمجيد بن عبدالعزيز آل سعود. وحصلت على اعتمادها من وزارة التعليم في نفس السنة.
استقبلت أول دفعة من الطلاب والطالبات في سبتمبر من عام 2006م، حصلت كلية البترجي للعلوم الطبية والتكنولوجيا في عام 2010م على جائزة أفضل مشروع تعليمي على مستوى الدول العربية.

## الرسالة
رسالة كلية البترجي للعلوم الطبية والتكنولوجيا هي المساهمة الفعالة في المجتمع من خلال تقديم مستوىً عالٍ ومتميز في التعليم الطبي وخدمة المجتمع، وتطوير الأبحاث العلمية مع المحافظة على التقاليد الإسلامية.

## الرؤية
تتطلع كلية البترجي للعلوم الطبية والتكنولوجيا أن تصبح ذات مكانة مرموقة لتقديم مستوىً عالٍ ومتميز من التعليم الطبي.

## اهدافنا
- تتطلع الكلية نحو تقديم التعليم القائم على الكفاءة وذلك عبر استخدام أحدث وسائل تكنولوجيا المحاكاة بالإضافة إلى الطرق التقليدية.
- استقطاب أعضاء هيئة التدريس من ذوي الخبرة في مجالاتهم المختلفة للعمل على توجيه رواد المستقبل نحو التفاني في العمل والتعليم المستمر.
- المساهمة في تحسين المستوى الصحي للمجتمع من خلال الأبحاث المشتركة.
- تقديم نظم تعليمية متقدمة في المجالات الطبية تراعي حاجات المجتمع والمنطقة وتواكب أعلى المقاييس العالمية.
- نشر الوعي الصحي بين المواطنين بهدف الاهتمام بالصحة العامة ومكافحة الأمراض.
- تشجيع الطالب على أسلوب التعلم النقدي والمستقل في الدراسة الجامعية وفي الحياة العامة.

## البرامج المتاحة
| البرنامج            | مدة الدراسة | السنة التأسيسية / التحضيرية | فترة التدريب "الامتياز" |
| الطب البشري         | 7 سنوات     | سنة واحدة                   | سنة واحدة               |
| طب الأسنان          | 7 سنوات     | سنة واحدة                   | سنة واحدة               |
| الصيدلة الاكلينيكية | 7 سنوات     | سنة واحدة                   | 9 شهور                  |
| العلاج الطبيعي      | 5 سنوات     | سنة واحدة                   | سنة واحدة               |
| الأشعة              | 5 سنوات     | سنة واحدة                   | سنة واحدة               |
| العلاج التنفسي      | 5 سنوات     | سنة واحدة                   | سنة واحدة               |
| التمريض             | 5 سنوات     | سنة واحدة                   | سنة واحدة               |
| الإدارة الصحية      | 5 سنوات     | -                           | -                       |